# Rolando
Rolando (pronunciada(o) [ʁɔ.lɑ̃]; em francônio:  *Hrōþiland; em latim medieval:  Hruodlandus or Rotholandus; em italiano:  Orlando ou Rolando) foi um líder militar franco sob o comando de Carlos Magno que se tornou uma das principais figuras do ciclo literário conhecido como a Matéria da França. O histórico Rolando foi governador militar da Marcha bretã, responsável pela defesa da fronteira da Francia contra os bretões. Seu único atestado histórico está na Vida de Carlos Magno de Eginhardo, que observa que ele fazia parte da retaguarda franca morta em retribuição pelos bascos na Península Ibérica na Batalha de Roncesvales.
A história da morte de Roland em Roncesvales foi embelezada na literatura medieval e renascentista posterior. O primeiro e mais famoso desses tratamentos épicos foi a música em francês antigo "A Canção de Rolando" do século XI.
Duas obras-primas da poesia renascentista italiana, Orlando Innamorato e Orlando Furioso (de Matteo Maria Boiardo e Ludovico Ariosto, respectivamente), estão ainda mais distantes da história do que as Canções anteriores, à semelhança do Morgante posterior de Luigi Pulci. Roland é poeticamente associado à sua espada Durendal, seu cavalo Veillantif e seu chifre de olifante.
No final do século XVII, o compositor barroco francês Jean-Baptiste Lully escreveu uma ópera intitulada Roland, baseada na sua história.

## Literatura

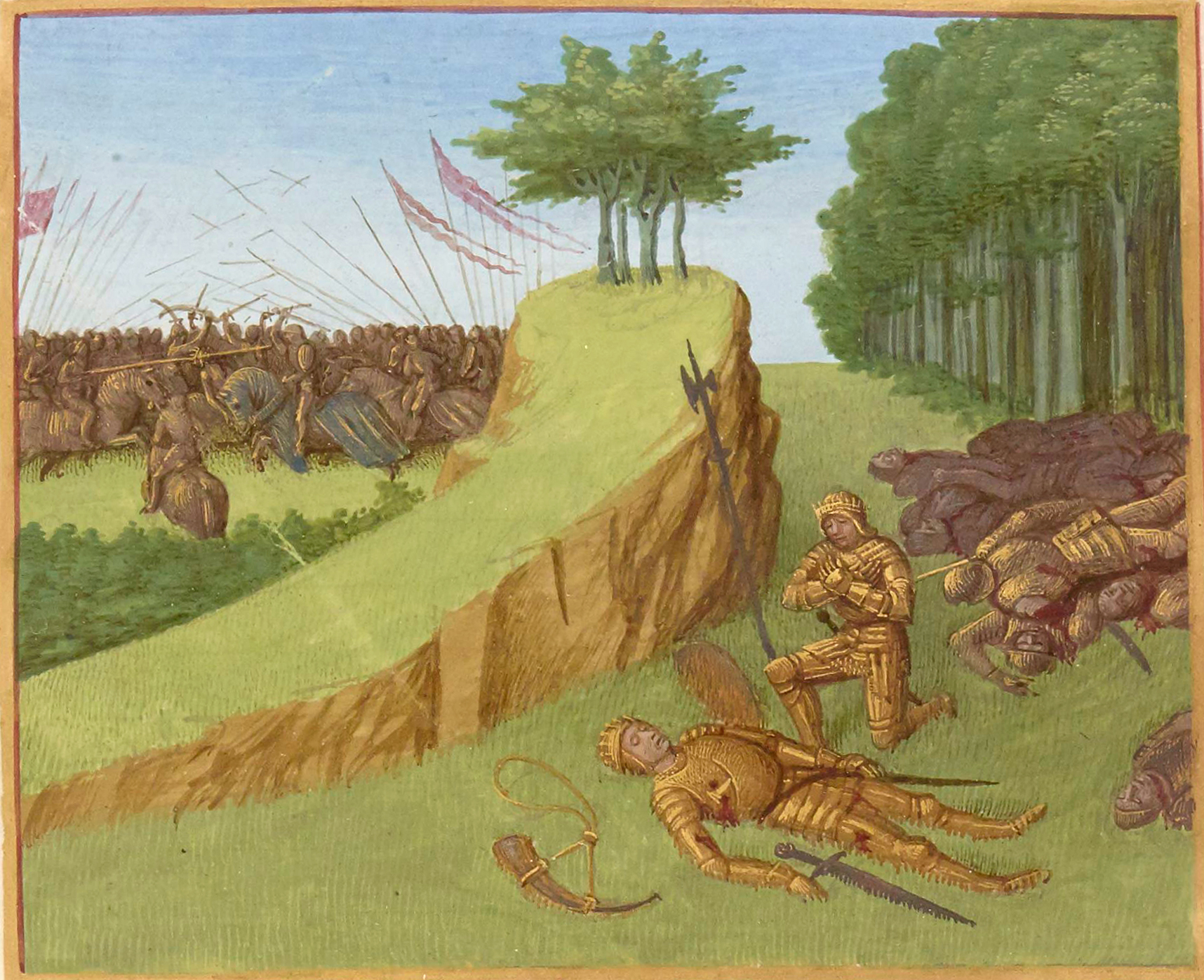
Carlos Magno lamenta-se ao encontrar o corpo de Rolando (iluminura de Jean Fouquet em uma crónica francesa, meados do século XV).

A destruição da retaguarda e a morte de Rolando passaram a ser material para os poemas cantados pelos jograis medievais, num contexto em que Carlos Magno era lembrado como o imperador que livrou várias campanhas contra os povos pagãos da Europa, como os saxões e os muçulmanos ibéricos. Nos séculos seguintes, as histórias sobre Rolando e as campanhas de Carlos Magno (e também de Carlos Martel) passaram a ser fonte de inspiração para a Reconquista e as Cruzadas, que também tratavam da luta entre cristãos e povos pagãos.

### A Canção de Rolando
A primeira obra literária conhecida sobre Rolando é o épico francês A Canção de Rolando, cujo manuscrito mais antigo data de meados do século XII mas que poderia ter origem mais antiga, ainda nos finais do século XI, na época da Primeira Cruzada. O poema descreve a traição de Rolando por Ganelão, outro vassalo de Carlos Magno, que faz um pacto com o rei Marsílio de Saragoça para matar o paladino. A retaguarda do exército comandada por Rolando e que incluía outros paladinos de Carlos Magno - os chamados doze pares de França - é emboscada na passagem de Roncesvales. Entre os paladinos está Oliveiros, apresentado como melhor amigo de Rolando e irmão de sua prometida, Auda. Durante a batalha, Oliveiros implora ao herói que soe seu olifante - uma espécie de trombeta - e assim chame o exército principal de Carlos para ajudá-los. Rolando se recusa, alegando que pedir por auxílio seria uma desonra. Na luta feroz entre os francos e os mouros, Rolando mata o filho de Marsílio e corta a mão do rei, que morre mais tarde devido ao ferimento. Mas os soldados mouros são muitos e os francos vão sendo vencidos um por um. Já no final da luta Rolando soa o olifante e Carlos Magno começa a retornar com o seu exército. Rolando morre antes que chegue seu tio, não sem antes tentar quebrar - sem sucesso - sua espada Durindana contra uma rocha, para impedir que a arma caia em mãos de infiéis. Carlos Magno chega e, após lamentar-se profundamente por haver sido enganado por Ganelão, vinga seus paladinos vencendo os líderes muçulmanos e conquistando Saragoça. O traidor Ganelão termina sendo executado. Rolando é enterrado em Blaye, na atual França.

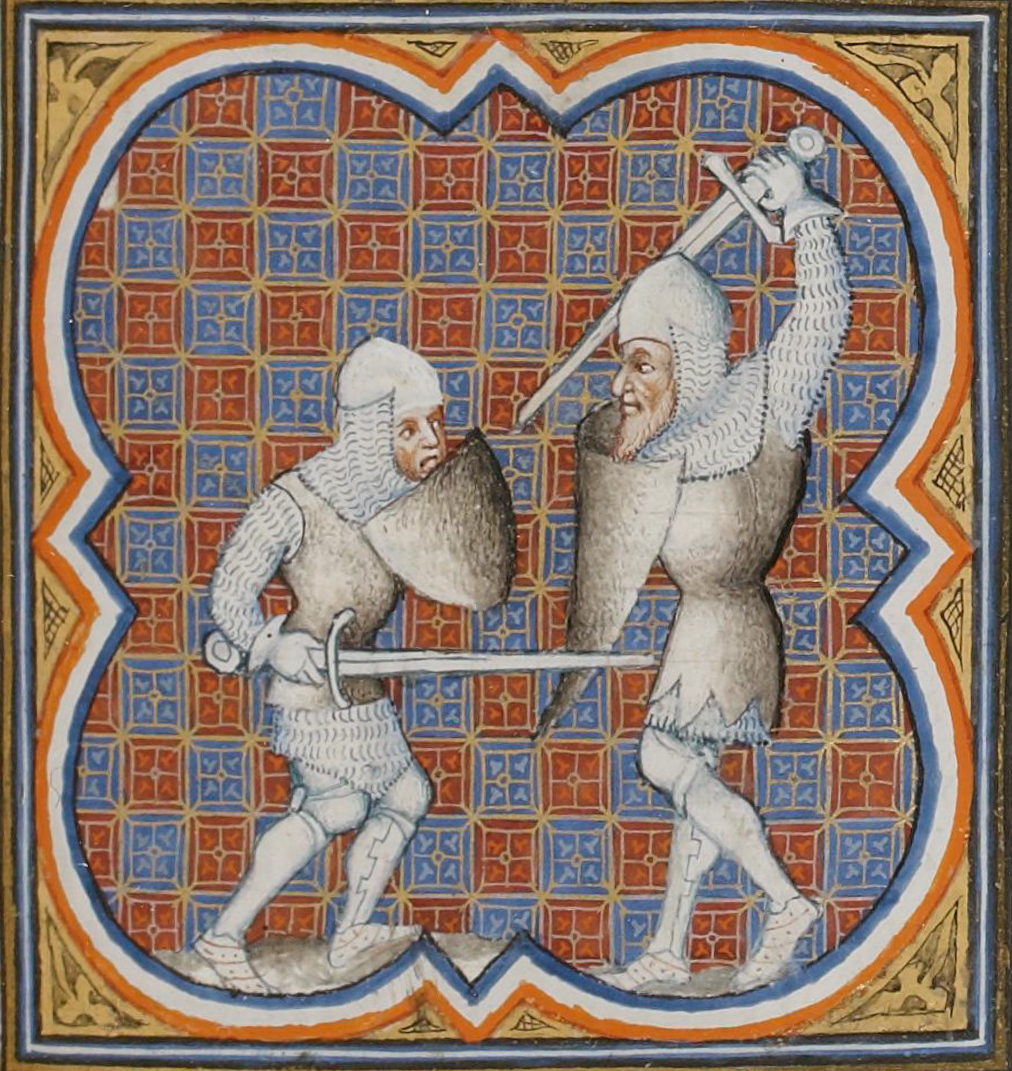
Batalha entre Rolando e Ferragut (Grandes Chroniques de France, século XIV)

### Outras obras medievais
A história contada n'A Canção de Rolando e outras lendas sobre o personagem foram logo traduzidas e reelaboradas em vários lugares da Europa. A própria Canção foi objeto de uma tradução ao alemão já nos finais do século XII, seguida de outras em diversas línguas. Na Historia Caroli Magni (também chamada Pseudo-Turpin), escrita no século XII em latim e incluída no Codex Calixtinus, a história da Canção é recontada e inclui o episódio da luta de Rolando contra o gigante sarraceno Ferracutus (Ferragut). Também do século XII datam várias canções de gesta francesas sobre o herói. Assim, em Girart de Vienne é narrada a história da amizade entre Rolando e Oliveiros e o noivado com Auda. Em Aspremont conta-se como o herói conseguiu a espada Durindana e o cavalo Vigilante. Rolando também aparece em Quatre Fils Aymon, no qual enfrenta outro herói da épica francesa, Reinaldo de Montalvão (Renaud de Montauban).
Em castelhano preserva-se um manuscrito do século XIII da chamada Canção de Roncesvales. O fragmento preservado conta a lamentação de Carlos Magno por Rolando após sua morte em Roncesvales e contém vários detalhes que a afastam da tradição francesa da Canção de Rolando, o que sugere que na Península Ibérica houve uma tradição lendária e literária independente sobre o personagem. Na Itália as lendas sobre Rolando - localmente chamado Orlando - tiveram grande aceitação na época medieval, inspirando obras como Entré d'Espagne e Prise de Pampelune, ambas escritas no século XIV em língua franco-vêneta.

### Renascimento
No Renascimento italiano surgem várias obras sobre Rolando com grande significado literário, ainda que as narrativas tenham pouco a ver com as velhas lendas medievais sobre o personagem. Assim, Orlando é o herói no poema Morgante de Luigi Pulci (meados do século XV) e no épico Orlando innamorato de Matteo Maria Boiardo, publicado em 1495. Após a morte de Boiardo, o épico ganhou uma continuação como Orlando furioso, escrito por Ludovico Ariosto e publicado primeiramente em 1516. A obra de Ariosto fez com que o personagem de Rolando/Orlando recuperasse importância na arte europeia. Várias obras literárias e musicais, incluindo óperas de Vivaldi e Händel, usaram episódios do épico de Ariosto como fonte de inspiração.

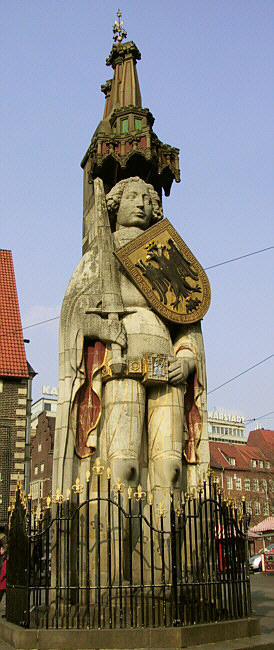
Estátua de Rolando em Bremen (Património Mundial)

## Estátuas de Rolando
Na cidades germânicas medievais, especialmente no norte da Alemanha, Rolando foi um símbolo do poder da burguesia frente à nobreza local. A partir do século XIV, várias cidades germânicas erigiram grandes estátuas do herói nas suas praças de mercado, como símbolo de sua independência em matéria comercial e jurídica.
Uma das mais famosas destas estátuas de Rolando, datada de 1405, encontra-se em frente à casa da câmara de Bremen, sendo parte da lista de Património Mundial da UNESCO. Outras estátuas medievais encontram-se em Brandenburg an der Havel, Quedlimburgo e Halberstadt, entre outras. Estátuas de Rolando continuaram a ser levantadas na Alemanha ainda nos séculos XVII e XVIII, e algumas cópias de estátuas antigas foram erigidas já no século XX em várias partes do mundo.
No Brasil uma estátua do herói pode ser encontrada na cidade norte-paranaense de Rolândia, batizada pela comunidade alemã que a fundou em homenagem ao par de Carlos Magno. A estátua foi dada à cidade como presente de Bremen, na Alemanha, para celebrar a amizade entre o povo rolandense e o alemão. A tradição alemã continua forte em Rolândia, que até os dias de hoje tem a segunda maior Oktoberfest do país, além de uma numerosa comunidade luterana e escolas que ensinam alemão para as crianças.

## Lendas
Na região ao redor dos Pirenéus, onde ocorreu a batalha de Roncesvales e a morte de Rolando, várias lendas e topônimos recordam o herói. Na Catalunha, onde é chamado Rotllà, e no País Basco, onde é chamado Errolan, as lendas o descrevem como um gigante, capaz de lançar grandes pedras. Um dos acidentes geográficos mais conhecidos associados a ele é a Brecha de Rolando, um impressionante estreito rochoso localizado no Parque Nacional de Ordesa e Monte Perdido, na fronteira Espanha-França. Segundo a lenda, a abertura rochosa foi criada por Rolando com sua espada Durindana.